# Remi van Duyn
Remi Van Duyn (Oostende, 27 januari 1910 - Saint-Tropez, 16 mei 1982), pseudoniem van Remi Ponjaert, was politicus, stoetenbouwer en regisseur. 

## Levensloop
Van Duyn behaalde een gouden medaille aan het conservatorium van Oostende. Hij studeerde af aan de normaalschool in Torhout en werd onderwijzer aan het Onze-Lieve-Vrouwecollege in Oostende. 
Hij werd actief bij de 'schilderacties' van Flor Grammens en werd lid van het Vlaamsch Nationaal Verbond. In 1930 volbracht hij zijn militaire dienst. Hij promoveerde tot onderofficier, maar werd gedegradeerd toen hij weigerde bevelen op te volgen die in het Frans werden gegeven. 
Tijdens de Tweede Wereldoorlog studeerde hij aan de universiteiten van Berlijn en München, waar hij zijn kennis over toneel en over literatuur kon bijwerken. Tegen het einde van de bezetting werd hij op 21 april 1944 schepen van Onderwijs en Cultuur in Oostende. Bij de bevrijding vluchtte hij naar Duitsland. Na een paar jaar kwam hij naar België terug, werd gearresteerd en tot drie jaar gevangenis veroordeeld.
Terug vrij, werd hij leraar voordracht en dictie aan het Sint-Amandusinstituut in Gent en het Sint-Jozefsinstituut in Kortrijk.
Hij werd vaste regisseur van verschillende toneelgroepen zoals de Koninklijke Toneelvereniging Meer Vreugde in Oostrozebeke de Kamer van Retorica van de Heilige Geest in Brugge, het Klein Seminarie in Roeselare, het Koninklijk Toneelgezelschap Knokke-Heist.

## Regisseur en stoetenbouwer
Van Duyn verwierf reputatie als regisseur en stoetenbouwer. Onder de activiteiten waarover hij de regie verzekerde, zijn te vermelden:
- het Vlaams Nationaal Zangfeest in Antwerpen, gedurende 25 jaar,
- de IJzerbedevaart, gedurende zeven jaar (1966-1973),
- het openluchtspel Godelieve, in Gistel,
- het Heilig Bloedspel in Brugge (1962),
- de Gouden Boomstoet, in Brugge 1958, 1962 enz. tot en met 1980
- de Zeewijding, in Blankenberge (1970),
- het Bloemencorso, in Blankenberge (1973-1982),
- het openluchtspel De Groote Stooringe, in Roeselare,
- het openluchtspektakel 600 jaar stadhuis, in Brugge,
- de Tijlstoet in Turnhout,
- Als De Haan Kraait van Stijn Streuvels, openluchtspel (1949),
- Marieken Van Nijmegen, middeleeuws mysteriespel (1949),
- En Waar De Sterre Bleef Stille Staan van Felix Timmermans (1949),
- tientallen opvoeringen door amateurtoneelgroepen, waaronder:
  - Egmont van Goethe,
  - Pantagleize, Barabbas, Grote Griezel en Escurial van Michel de Ghelderode,
  - Oidipoes Koning en Philoctetes van Sophocles,
  - Gudrun van Albrecht Rodenbach,
  - Columbus van Charles Bertin,
  - De Vrek en Le Bourgeois-gentilhomme van Molière,
  - Ik ben getrouwd van Guglielmo Zorzi (1950),
  - Huwelijksreis Zonder Man van Leo Lenz (1950),
  - Het onstuimig Hart, van John Patrick (1951),
  -  Antje van Anton Hanik (1951),
  - Juarez van Emmanuel Roblès (1952),
  - De Notabelen van Kraaiennest van August von Kotzebue en J. Jansen (1952),
  - Een Bruid Kwam Op Bezoek van E. Terlingen en R. Bosch (1952),
  - De Hoogste Zending van A.J. Cronin (1953),
  - De Koning Drinkt van J. Jansse (1953),
  - Een Inspekteur voor U van J.B. Priestley (1953),
  - De Gecroonde Leersse, Vastenavondblijspel van Michiel de Swaen (1953),
  - Ik hou van je Idioot van R. Bosch (1954),
  - Drie jongens en één meisje van R. Ferdinand (1954),
  - Mijn Zonen … Allemaal, van Arthur Miller (1955),
  - De Filosoof van Hagem, naar de roman van Jef Scheirs (1955),
  - Vandaag is morgen van H.E. Bates (1955),
  - Het Wederzijds Huwelijksbedrog van Piet Langendijk (1956),
  - De Strop van P. Hamilton (1956),
  - Gelukkige Dagen van C.A. Puget (1957),
  - U spreekt met uw moordenaar van F. Knott (1957),
  -  Eigen Haard Is Wel Wat Herrie Waard, van Philip King en Anthony Armstrong (1957),
  -  De Voetbalpronostiek van Arnold Ridley (1957),
  - Wegens Gebrek Aan Bewijs van Pamela Llewelyn (1957),
  - Fuga Voor God van Jan Melis (1959),
  - Het Dorp Der Mirakelen van Gaston Martens (1959),
  - De Hele Stad Is Er Vol Van van John Emerson en Anita Loos (1959),
  - De Indringer van Dries Poppe (1960),
  - Als De Haan Kraait van Stijn Streuvels (1960),
  - De Onschuldige van Fritz Hochwälder (1961).